# Selo (Ajdovščina)
Selo falu Szlovéniában, a Goriška statisztikai régióban, a Vipava-völgyben. Közigazgatásilag Ajdovščinához tartozik. A településhez az alábbi településrészek tartoznak: Britih, Barkula, Mandrija, Na Vasi/Na Gorici, Bauč, Gornji Konc és Maitov Hrib .
A falu templomát Mihály arkangyal tiszteletére emelték és a Koperi egyházmegyéhez tartozik. A falu Batuje egyházközséghez tartozik.

## Fordítás
- Ez a szócikk részben vagy egészben  a   Selo, Ajdovščina című angol Wikipédia-szócikk ezen változatának fordításán alapul.  Az eredeti cikk szerkesztőit annak laptörténete sorolja fel. Ez a jelzés csupán a megfogalmazás eredetét és a szerzői jogokat jelzi, nem szolgál a cikkben szereplő információk forrásmegjelöléseként.